# Fürstenberg (Höingen)
Der Fürstenberg bei Höingen im Kreis Soest in Nordrhein-Westfalen ist eine 279 Meter hohe Erhebung im Sauerland.
Am Osthang des Berges befinden sich vorgeschichtliche Hügelgräber.
Auf dem Fürstenberg stand im 8. Jahrhundert die Burg Oldenburg, eine Wallburg, die während der Sachsenkriege der örtlichen Bevölkerung als Fliehburg diente.
Die Burg Fürstenberg, eine Landesburg Kurkölns, wurde erstmals 1295 erwähnt und 1343/1344 endgültig zerstört. Der Berg kam nach dem bischöflichen Kurfürsten und Landesherrn des Herzogtums Westfalen zu seinem Namen: der Berg des Fürsten – Fürstenberg. Nach der Burg hat sich das Adelsgeschlecht Fürstenberg benannt. Auf dem Berg befindet sich auch eine Kapelle, deren Geschichte bis in das 15. Jahrhundert zurückreicht.